# Людвиг IV (курфюрст Пфальца)
Людвиг IV, по прозвищу Кроткий (нем. Ludwig IV., der Sanftmütige; 1 января 1424, Гейдельберг — 13 августа 1449, Вормс) — курфюрст Пфальца в 1436—1449 годах из династии Виттельсбахов. Сын Людвига III.

## Биография
Стоял на стороне Базельского собора и выставленного им антипапы Феликса V; отличился как защитник Эльзаса против арманьяков.